# Fernando Previtali
Fernando Previtali (* 16. Februar 1907 in Adria; † 1. August 1985 in Rom) war ein italienischer Dirigent, Komponist und Musikschriftsteller.
Previtali studierte Musik in Turin. Ab 1936 war er als Chefdirigent des Sinfonieorchesters der RAI in Rom tätig. Von 1953 bis 1973 war er Dirigent der Konzerte der Accademia nazionale di Santa Cecilia in Rom, wo er auch Dirigieren unterrichtete. 
Fernando Previtali arbeitete auch als Komponist und Musikschriftsteller.
| Personendaten    | Personendaten                                             |
| ---------------- | --------------------------------------------------------- |
| NAME             | Previtali, Fernando                                       |
| KURZBESCHREIBUNG | italienischer Dirigent, Komponist und Musikschriftsteller |
| GEBURTSDATUM     | 16. Februar 1907                                          |
| GEBURTSORT       | Adria                                                     |
| STERBEDATUM      | 1. August 1985                                            |
| STERBEORT        | Rom                                                       |